# Улица Максима Токарева (Киев)
Максима Токарева у́лица (укр. Максима Токарева ву́лиця) — улица в Соломенском районе города Киева, местность Александровская слободка. Пролегает от улицы Просвещения до проспекта Валерия Лобановского.
Протяжёность 240 м.
Возникла в конце 1940-х — в 1-й половине 1950-х годов под таким же названием, от расположенных на улице общежитий Киевского инженерно-строительного института (ныне Киевский национальный университет строительства и архитектуры).

## Географические координаты
координаты начала 50°25′26″ с. ш. 30°27′49″ в. д.
координаты конца 50°25′32″ с. ш. 30°27′57″ в. д.

## Транспорт
- Троллейбус 42 (по проспекту Валерия Лобановского)
- Маршрутные такси 205, 220, 239, 404, 458, 477 (по проспекту Валерия Лобановского)
- Станция метро «Демиевская»
- Ж. д. платформа Караваевы Дачи

## Почтовый индекс
03037